# Holmenkollen nasjonalanlegg

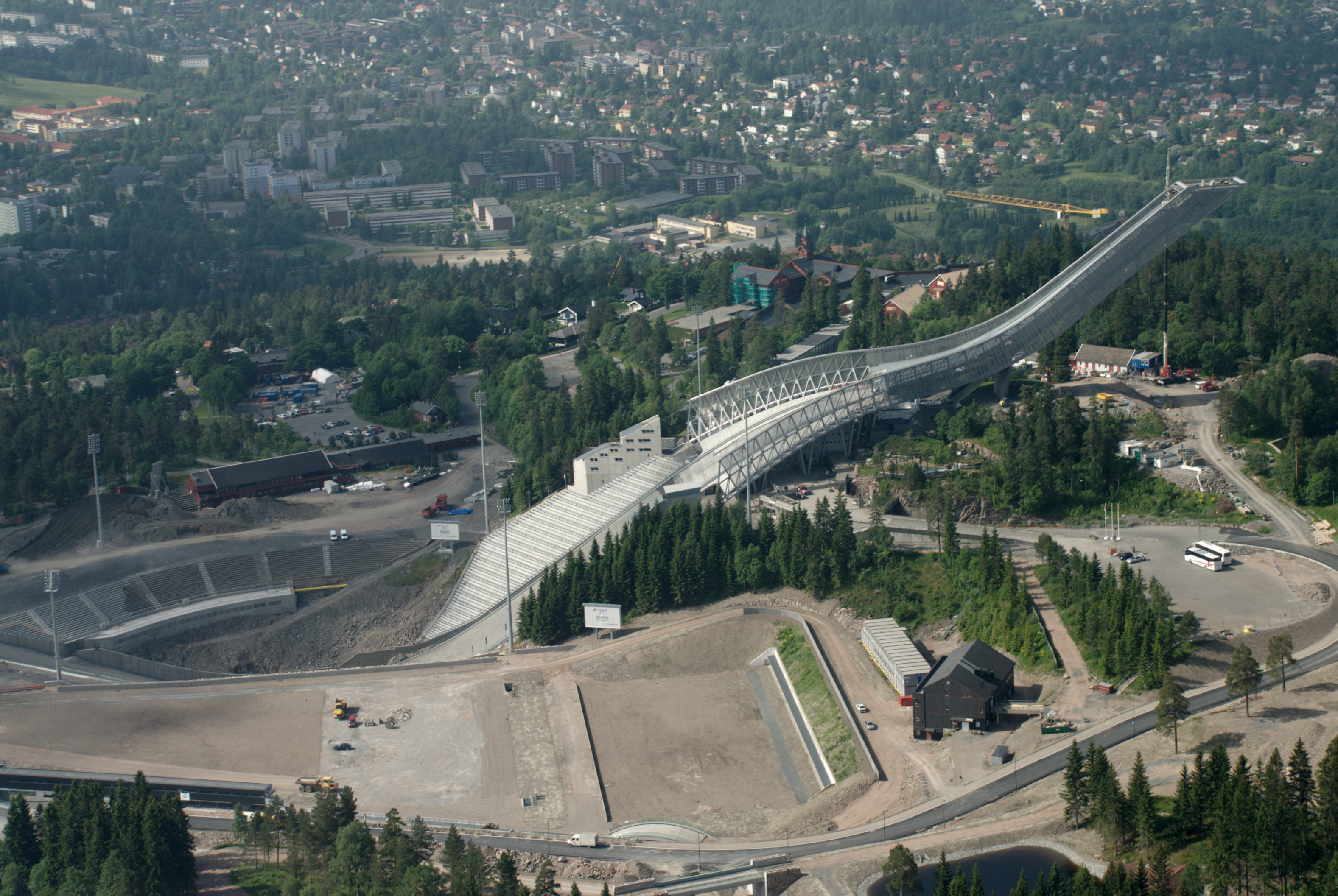
Holmenkollen nasjonalanlegg während der Umbauarbeiten 2010

Die Holmenkollen nasjonalanlegg (norwegisch für Holmenkollen Nationalanlage) ist ein Trainings- und Wettkampfzentrum für Ski Nordisch und Biathlon auf dem Holmenkollen, einem Berg auf dem Gebiet der norwegischen Hauptstadt Oslo.

## Anlagen
Der vermutlich bekannteste Teil der Anlage ist der Holmenkollbakken. Die heutige, moderne Skisprunganlage wurde nach dem Abriss der Vorgängerbauten ab dem Frühjahr 2009 errichtet. Bei Wettkämpfen bietet die Anlage Platz für bis zu 30.000 Zuschauer. Auf der anderen Seite des Biathlonstadions befinden sich weitere Skisprungschanzen. Zu Midtstuen gehören die Normalschanze Midtstubakken sowie die Trainings- und Nachwuchsschanzen Rekruttbakker.
Die Langlaufloipen sind weltcuptauglich und können in verschiedenen Kombinationen für Wettkampfstrecken von einem bis zehn Kilometern genutzt werden. Das Biathlonstadion am Holmenkollen, das auch für die Langlaufwettbewerbe genutzt wird, hat einen Schießstand mit 30 Schießbahnen und verfügt über die sogenannte A-Lizenz der Internationalen Biathlon-Union, was zur Austragung von Biathlon-Weltcups berechtigt. 4,75 Kilometer der Loipen sind asphaltiert und können so im Sommer auch für Training mit Rollski genutzt werden.
Die Loipen und die Sprunganlagen sind nicht nur den Profis vorbehalten, diese können in wettkampffreien Zeiten von Jedermann genutzt werden. Die Loipen sind täglich von 7:00 Uhr bis 23:00 Uhr geöffnet und mit Flutlicht ausgestattet. Die Sprunganlagen sind nur zu bestimmten Zeiten geöffnet.

## Weitere Ausstattung
Am Kappelskogen und am Grattishaugen gibt es spezielle Bereiche, die für Freizeitaktivitäten im Winter und im Sommer geeignet sind. Zusätzlich gibt es im Sommer einen speziellen Frisbeeplatz.
Auf dem Gelände befinden sich zudem das Holmenkollenmuseum und die Holmenkollenkapelle. Die oberste Ebene des Holmenkollbakken dient ganzjährig als Aussichtsplattform, zudem befindet sich in den Sommermonaten eine Seilrutsche auf der Sprungschanze.

## Lage
Die Holmenkollen nasjonalanlegg befindet sich auf dem gleichnamigen Berg Holmenkollen am nordwestlichen Rand des Osloer Stadtgebietes. Die Anlage kann mit dem Auto und mit öffentlichen Verkehrsmitteln erreicht werden. Die Bahnhöfe Holmenkollen und Midtstuen der Oslo T-bane sind jeweils nur wenige hundert Meter von der Anlage entfernt.